# Mestocharella javensis
Mestocharella javensis är en stekelart som beskrevs av Charles Joseph Gahan 1922. Mestocharella javensis ingår i släktet Mestocharella och familjen finglanssteklar.
Artens utbredningsområde är Pakistan. Inga underarter finns listade i Catalogue of Life.